# Inundaciones en India del Sur de 2015
Las inundaciones en India del Sur en 2015 son el resultado de las fuertes lluvias durante el anual monzón del noreste en noviembre y diciembre de dicho año. Las regiones afectadas incluyen la Costa de Coromandel, la región del sur de la India, los estados de Tamil Nadu y Andhra Pradesh, y el territorio de Pondicherry, siendo la ciudad de Chennai la más afectada. Como resultado, más de 300 personas han muerto y más de 1,8 millones de personas han sido evacuadas, mientras que los daños y pérdidas se han estimado en más de 3000 millones de dólares.

## Desarrollo
El 8 de noviembre de 2015, durante la temporada anual de ciclones, un área de baja presión se consolidó en una depresión y poco a poco se intensificó en una profunda depresión antes de cruzar la costa de Tamil Nadu cerca de Pondicherry al día siguiente. Debido a la interacción de la tierra y la cizalladura vertical de los fuertes vientos, el sistema se debilitó en un área de baja presión bien marcada sobre el norte de Tamil Nadu el 10 de noviembre. Este sistema trajo lluvias muy fuertes sobre el litoral y las comarcas del norte de Tamil Nadu. El 15 de noviembre, una zona de baja presión bien marcada se trasladó hacia el norte a lo largo de la costa de Tamil Nadu, dejando caer grandes cantidades de lluvias en la costa de Tamil Nadu y Andhra Pradesh, que en 24 horas seguidas de lluvia alcanzaron un máximo de 370 mm en Ponneri. El Aeropuerto Internacional de Chennai registró 266 mm de agua en 24 horas. Los días 28 y 29 de noviembre otro sistema se había desarrollado y llegó a Tamil Nadu el 30 de noviembre, provocando más lluvias e inundaciones adicionales. El sistema provocó la caída de 490 mm de agua en Tambaram en tan solo 24 horas, desde las 8:30 de la mañana del 1 de diciembre. Muy fuertes lluvias provocaron inundaciones en todo el tramo de Chennai a Cuddalore.

## Inundaciones

### Tamil Nadu

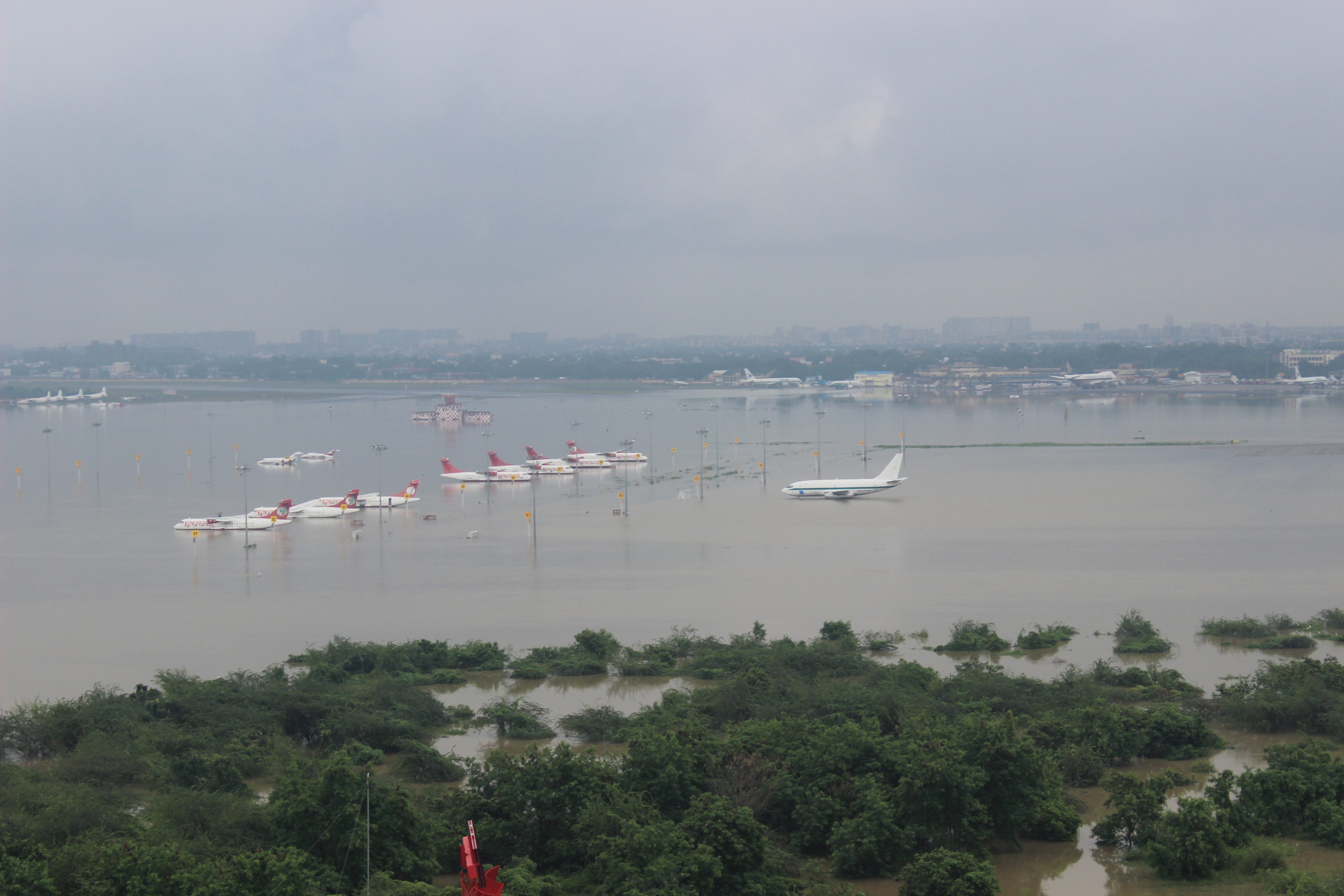
Vista aérea del Aeropuerto de Chennai totalmente sumergido, tomada por la Fuerza Aérea de India.

El 9 y el 10 de noviembre de 2015, Neyveli recibió precipitaciones de 483 mm; las lluvias continuaron arremetiendo Cuddalore, Chidambaram y Chennai. Las lluvias continuaron y llegaron a las partes bajas de Chennai que quedó inundada el 13 de noviembre, dando lugar a la evacuación de más de 1000 personas de sus hogares. Entre el 15 y el 16 de noviembre Chennai había recibido 246.5 mm de agua, la más alta registrada desde noviembre de 2005, inundando la mayoría de las áreas de la ciudad. Las inundaciones en la ciudad de Chennai fueron agravadas debido a años de desarrollo ilegal y niveles inadecuados de preparación para las inundaciones. Gran parte de la ciudad permanecía inundada el 17 de noviembre, a pesar de que las lluvias habían cesado en gran medida.
Aunque las lluvias desde el sistema de baja presión terminaron antes del 25 de noviembre, otro sistema se desarrolló el 29 de noviembre y el Departamento Meteorológico de la India pronosticó fuertes lluvias sobre Tamil Nadu hasta el final de esa semana. El 1 de diciembre, las fuertes lluvias provocaron inundaciones en muchas áreas de Chennai. Por la tarde, el 60% de las fuentes de alimentación de la ciudad fueron suspendidas mientras que varios hospitales de la ciudad dejaron de funcionar. El mismo día, el Ministro de Tamil Nadu Jayalalithaa anunció que, a causa de la inundación continua y las lluvias, los exámenes escolares semestrales originalmente programadas para el 7 de diciembre se aplazaron hasta la primera semana de enero. Por primera vez desde su fundación en 1878 The Hindu, el principal diario de la ciudad, no publicó una edición impresa el 2 de diciembre, ya que los trabajadores no pudieron llegar al edificio de prensa. Southern Railway canceló sus principales servicios y trenes, y el Aeropuerto Internacional de Chennai se cerró hasta el 6 de diciembre. Chennai se declaró oficialmente un área de desastre en la noche del 2 de diciembre. En el Hospital MIOT, 14 pacientes murieron después de que los suministros de energía y oxígeno fracasaron. Con una tregua en las precipitaciones, las inundaciones comenzaron gradualmente a retroceder en algunas partes de Chennai el 4 de diciembre, aunque en la mayor parte de la ciudad quedaron sumergidos alimentos seguros y el agua potable se mantuvo escaso. Aunque los esfuerzos de auxilios fueron muy avanzados en la mayor parte de la zona el 3 de diciembre, la falta de una respuesta coordinada de auxilio en el norte de Chennai obligó a que miles de sus residentes deban evacuarse por su cuenta. Como las lluvias intermitentes regresaron el 4 de diciembre, miles de residentes se desplazaron de los distritos de Chennai, Kancheepuram y Tiruvallur e intentaron huir de la región afectada por medio de autobuses o trenes y viajar a los hogares de sus familiares.
Chennai recibió 1049 mm de las lluvias en noviembre, el más alto desde que recibió 1088 mm en noviembre de 1918. La inundación producida en la ciudad de Chennai fue descrita como el peor en un siglo. A partir del 1 de diciembre, se reportaron más de 200 personas han muerto en Tamil Nadu a causa de las inundaciones desde el 8 de noviembre, mientras que más de 70 000 personas habían sido rescatadas. Las lluvias continuas llevaron a que las escuelas y los colegios permanezcan cerrados a través de varios distritos de Tamil Nadu (Pondicherry, Chennai, Kancheepuram y Tiruvallur) y que los pescadores no pudieron navegar debido a las altas aguas y los ásperos mares.
El gobierno del estado reportó que los daños preliminares de la inundación tendrán un costo de 1000 millones de dólares y solicitó 299 millones para los esfuerzos de ayuda inmediata. La precipitación persistente y las inundaciones obligaron a que varios de los fabricantes de automóviles más importantes de la región, incluyendo Ford, Renault, Nissan y Daimler AG, detengan temporalmente la producción, resultando en pérdidas estimadas de 30 millones de dólares. Analistas de la industria estiman que las pérdidas totales de la industria como resultado de las inundaciones pueden estar en el rango de los 10 000 a 15 000 millones de rupias (150 a 225 millones de dólares). Los precios de las verduras y frutas aumentaron significativamente, ya que más del 50 % de los suministros se vieron afectados debido a los numerosos camiones que quedaron varados. La Indian Oil Corporation se vio obligada a cerrar su gran refinería de Manali en Chennai a causa de las inundaciones. Las cadenas de televisión más populares de India como Puthiya Thalaimurai, Jaya TV y Mega TV han interrumpido sus servicios debido a dificultades técnicas provocadas por las inundaciones. La productora de motos Royal Enfield cerró sus oficinas en Chennai el 1 de diciembre, así como sus plantas en Thiruvotriyur y Oragadam, ya que había perdido la producción de 4000 motocicletas en noviembre.

### Pondicherry
Pondicherry experimentó daños relativamente menores en noviembre ya que la depresión se mantuvo en gran parte en alta mar; algunos árboles fueron derribados y varias plantaciones de bananos y caña de azúcar en Kuttchipalayam fueron severamente dañadas. Pondicherry informó haber recibido 55,7 mm de lluvia durante el período de 24 horas del 14 al 15 de noviembre. El agua ingresó a varias casas ubicadas en las zonas bajas, mientras que tres casas se derrumbaron en Uppalam. Mudaliarpet, partes de Rainbow Nagar, Muthialpet, Krishna Nagar y la carretera principal de Lawspet se inundaron, junto con partes de las carreteras cercanas a Karuvadikkuppam y la estatua Shivaji en la ECR, causando problemas de tráfico. Varias carreteras fueron gravemente dañadas, lo que dificulto a los automovilistas, mientras que algunos miembros del público tomaron la iniciativa de comenzar a desplazar las extensiones de agua sin direcciones desde el gobierno. El Ministro Principal N. Rangasamy declaró que la maquinaria oficial se estaba preparando para cualquier inundación, mientras que los funcionarios de la administración local cerraron todas las escuelas y colegios en los distritos de Puducherry y Karaikal el 16 de noviembre, anticipando más precipitaciones.
El 24 de noviembre, se informó de que más de 4800 hectáreas de tierras de cultivo se habían inundado, aunque seguía siendo demasiado pronto para determinar la extensión de daños a los cultivos. El 26 de noviembre, el gobierno territorial sindicato presentó una estimación preliminar de daños y perjuicios al gobierno central, que le instaba a lanzar un aporte inicial de 27 millones de dólares para el alivio; basado en estimaciones preliminares, el Jefe de Ministro Rangasamy reportó las pérdidas de la siguiente manera: las obras públicas (18 millones de dólares), la administración municipal (7 millones), la agricultura (1 millón), la energía (468 802), los ingresos (370 264) y la ganadería (10 735). El 1 de diciembre, Rangasamy solicitó un adicional de 15 millones de dólares para «medidas provisionales inmediatas». Al comienzo de diciembre, Pondicherry informó haber recibido 83,4 centímetros de lluvia tan solo en noviembre, en lugar del promedio normal de 76,7 centímetros durante todo el período monzónico del noreste de octubre a diciembre. Los daños relacionados con la lluvia habían continuado incluso después de la presentación de un informe sobre las inundaciones a principios de noviembre, y también después de la reciente visita de un equipo de reconocimiento del gobierno central, el 4 de diciembre, el gobierno de Pondicherry dijo que presentaría un informe complementario evaluando los daños adicionales y solicitando 22 millones de dólares de un total de 50 millones para el alivio de sus habitantes.
Un hombre de 65 años de edad murió el 9 de noviembre en Ariyankuppam, cuando una pared de barro se derrumbó, y posteriormente se informó que un hombre de 53 años de edad, en Uppalam había muerto a causa de la lluvia.

### Andhra Pradesh
Como la lluvia comenzó en Andhra Pradesh el 16 de noviembre, las autoridades locales cerraron las escuelas en el distrito de Chittoor. Miles de lagos y estanques en todo el distrito se desbordaron. En Sri Kalahasti, un centro de peregrinación en la región, se informó que el río Swarnamukhi estaba en aumento. Tres personas fueron arrastradas por las inundaciones en el distrito de Chittoor, y el agua ingresó en algunas casas. Las carreteras fueron dañadas en muchas partes del distrito Nellore, interrumpiendo los servicios de transporte. El primer ministro de Andhra Pradesh, Chandrababu Naidu, en una teleconferencia con los recaudadores de distritos de los distritos afectados, preguntó al personal de respuesta a desastres si estaban en alerta.
Las fuertes lluvias en Nellore, en los distritos Chittoor y Kadapa, inundó a los pueblos e interrumpió las redes de transporte. El 18 de noviembre se estimó que al menos 500 km de carreteras habían sido dañadas por las inundaciones, con la carretera Chennai-Kolkata cortada el día anterior y dejando varados a cientos de vehículos y automovilistas; los funcionarios dijeron que tomaría días restablecer el enlace. Al igual que en Tamil Nadu, numerosos trenes de Southern Railway fueron desviados o cancelados. Más de 10 000 conductores de camiones quedaron varados en la carretera nacional Tada-Kavali en el distrito de Nellore; los oficiales de distrito establecieron 61 campamentos de auxilios en las zonas afectadas por las inundaciones y adscribirá a altos oficiales de IAS para supervisar las operaciones de auxilio en las divisiones Gudur, Naidupet y Atmakur, respectivamente. El gran desborde de los ríos obligó a la administración a suspender las operaciones de rescate en pueblos abandonados, aunque de igual forma los administradores suministraban 10 000 paquetes de alimentos y agua a través de la red ferroviaria, que logró operar algunos trenes, mientras que el APSRTC continuó haciendo funcionar los servicios de autobús en áreas menos inundadas tales como Atmakuru, Udayagiri, Marripadu y Seetharampuram.
En el distrito Kadapa, las lluvias disminuyeron el 18 de noviembre; las estimaciones preliminares fueron que el distrito había sufrido alrededor de 4 millones de dólares en pérdidas agrícolas. Las granjas para la horticultura en Pendlimerry, Chintakommadinne, Siddhavatam y Khajipet mandals también fueron destruidos por la lluvia. Otras pérdidas agrícolas pesadas se registraron en los distritos Rayalaseema, Nellore, Prakasam, Este y Oeste de Godavari; el primer ministro pidió ayuda a los funcionarios del departamento de agricultura para drenar los campos en la mayor brevedad posible a fin de salvar las cosechas.
En una carta al primer ministro Narendra Modi el 19 de noviembre, el Jefe de Ministro de Naidu informó que las estimaciones preliminares de los daños relacionados con las inundaciones en Andhra Pradesh incluyen 187 millones de dólares en perdidas y daños relacionados con la agricultura 153 millones de dólares de los daños a la infraestructura; solicitó autoridades centrales para liberar 149 millones de dólares para los esfuerzos de ayuda inmediata. Según Naidu, el distrito de Nellore fue el más afectado, reportando un estimado de 208 millones de dólares en pérdidas, seguido por el distrito de Chittoor, que reportó pérdidas de 122 millones de dólares. El distrito YSR también se vio seriamente afectada, con daños a los extensos cultivos, reportados en los distritos del este y el oeste de Godavari y en menor escala de daños en los distritos de Anantapur, Prakasam y Krishna. La industria de la acuicultura en el distrito de Nellore fue catastróficamente afectada, con más de 8000 hectáreas de estanques de peces y gambas destruidas, con unas pérdidas estimada de 37 millones de dólares. El 2 de diciembre, Thota Narasimham, un diputado de Telegu Desam, reportó en el Lok Sabha que las pérdidas preliminares en el estado más o menos totalizaban 570 millones de dólares.
Las fuertes lluvias se reanudaron el 2 de diciembre, añadiendo a la devastación en los distritos de Nellore y Chittoor, con previsiones en los días que siguieron, más lluvias; el distrito Chittoor recibió de 50 a 160 mm de lluvia. El Jefe de Ministro Naidu se dirigió a los funcionarios del distrito y de la salud y a los funcionarios de agua y saneamiento para organizar la purificación del agua y establecer campamentos de auxilio médico. El 4 de diciembre, el primer ministro de Andhra Pradesh Nimmakayala Chinarajappa reportó grandes pérdidas de infraestructura en los distritos de Nellore y Chittoor, con grandes pérdidas agrícolas en el distrito de Godavari; agregó que más de 5 000 000 acres de cultivos en pie habían sido destruidos, y que el gobierno estatal había solicitado 570 millones de dólares de los fondos de ayuda inmediata del gobierno central. A partir del 4 de diciembre, se informó de que 81 personas habían muerto a causa de las inundaciones en el estado, mientras que más de 14 000 personas habían sido evacuadas a campamentos de auxilio en los distritos de Nellore y Chittoor.